# Агуреева, Мария
Мари́я Агуре́ева (р. 1985) — российская художница. Работает с инсталляцией, скульптурой, видео-артом, перформансом. С 2007 года входит в Творческий союз художников (IFA) Архивная копия от 14 апреля 2019 на Wayback Machine.

## Тематика работ
Центральной темой работ Марии Агуреевой является исследование телесности. Гибридное пространство тела рассматривается как объект, объединяющий материальность плоти и уникальность сознания. Мария исследует всеобщее стремление к перемене внешности как под давлением общества, так и в поисках идентичности.
Особое место в творчестве художницы занимает проблема конфликта между природными особенностями человеческого тела и навязанными стандартами красоты, клишированным представлением о привлекательности. Развивая идеи постфеминистких исследований, Мария обращается к исследованию объективизации тела.

## Образование
- Санкт-Петербургский государственный университет промышленных технологий и дизайна на кафедре графического дизайна (2003-2009)
- Институт проблем современного искусства (2014-2015)
- Калифорнийский институт искусств (2019-2021)

## Персональные выставки
- 2019 "Пыль", Coaxial Arts Foundation, Лос-Анджелес
- 2018 "Этого всегда будет недостаточно", Isabelle Lesmeister gallery, Регенсбург, Германия
- 2018 "Жемчужная пыль сядет на мягкую кожу, покрывая все трещины", Atrium gallery, 18th Street Arts Center, Лос-Анджелес
- 2018 "Можешь представить, что останется после", Anna Nova Gallery, Санкт-Петербург[2]
- 2018 "Пыль", Галерея Электрозавод, Москва
- 2015 "Бинарные обещания", Параллельная программа 6-й Московкой биеннале современного искусства, Pechersky gallery, Москва[3]
- 2014 "Сады компромиссов", Музей Эрарта, Санкт-Петербург
- 2013 "Эти самки, что портят нам бесконечное", Параллельная программа 5-й Московкой биеннале современного искусства, Pechersky gallery, Москва
- 2012 "Выше! Быстрее! Сильнее! Коммодификация", Проект Фабрика, Москва
- 2012 "Excavations. Ground 0", GridchinHall, Москва
- 2011 "Формоцвет", GridchinHall, Москва
- 2011 "Формоцвет", Kadie Gallery, Хельсинки
- 2009 "Формоцвет", AL Gallery, Санкт-Петербург

## Награды и достижения
- 2019 Победитель RuinArt Patronat
- 2018 Победитель Arte Laguna Prize
- 2018 18th Line Residency, Лос-Анджелес
- 2017 Residence Unlimited, Нью-Йорк
- 2013 Номинант премии Кандинского (номинация «Молодой художник. Проект года»)[4]